# Lišane Ostrovičke
Lišane Ostrovičke – wieś w Chorwacji, w żupanii zadarskiej, w gminie Lišane Ostrovičke. W 2011 roku liczyła 583 mieszkańców.